# تلول الصفا
تلول الصفا هي صبة بركانية تقع في جنوب شرق سوريا، إلى الشرق من مدينة شهبا. تحدُّها من الشمال صحراء بادية الشام، ومن الجنوب بادية الحماد، ومن الجنوب الغربي أرض الكراع. تلول الصّفا هي أحدث الصبَّات البركانية في سوريا، وهي تمثّل شكلاً شبه دائريٍّ أقصى قطره نحو 19 كيلومتراً، وأدناه 16 كيلومتراً. أرض المنطقة سوداء قاتمةٌ، وتنتشر فيها التلال والتضاريس الصّعبة. تجاور المنطقة بعض المواقع الأثرية البارزة العائدة إلى الألف الرابع قبل البلاد، هي خربة الأمباشي وخربة الهبارية، بالإضافة إلى موقع جبل سيس الأثريّ الهام. وهناك مشاريع لتحويل تلول الصفا إلى حديقة جيولوجية، لتُصبِحَ امتداداً طبيعياً لمحمية اللجاة.
تناولت دراسة نشرت في المؤتمر الدولي السادس لجيولوجية العالم العربي سنة 2002 مسحاً للصبَّات البركانية في جنوب سوريا وشمال فلسطين وشرق لبنان، وقد توصَّلت إلى أنّ صبة تلول الصفا هي الأحدث تاريخاً من جميع الصبَّات الـ13 التي حدّدتها الدراسة.

## التاريخ
يقول بعض المؤرخين أن قبيلة اللخميين وبعد هجرتها من شبه الجزيرة العربية تشتّت، فاستقرّ جزءٌ منها في منطقة الصّفا خلال القرن السادس قبل الميلاد. وتُشتَهر المنطقة بكتابات هؤلاء المنحوتة على صخورها البازلتية، المعروفة بالنّقوش الصّفائية، وقد أظهرت الدراسات أن أصل لهجة هذه النقوش من جنوب الجزيرة العربية، ويبلغ عدد النقوش الصّفائية المعروفة أكثر من 2,000 نقش، مكتوبة بـاللهجة الصفوية أو الصفئية المنسوبة إلى أهل المنطقة. كان يُسمَّى أهالي المنطقة عرب الصّفا نسبة إلى ذلك، وقد كانوا فرساناً أقوياء دائمي التّرحال يعيشون على الصّيد والرَّعي، وكانوا على علاقة وثيقة بقبائل أرض اللجاة، التي كانت تشدّ الرحال إلى الصفا كل سنة مع قطعانها لتقيم على جوانب وادي الشام. ومع الوقت استقرَّ عرب الصفا وأصبحوا يعيشون على الزراعة، خصوصاً في منطقة سهل الرحبة.

## الجيولوجيا
يبلغ ارتفاع المنطقة 979 متراً عن مستوى سطح البحر، أي ما يعادل 3,212 قدماً. تضمُّ تلول الصفا عدة براكين كانت نشطة خلال عصر الهولوسين، بادئةً نشاطها قبل نحو 12,000 سنة، وقد كان أحدث نشاط بركانيٍّ مُسجَّل فيها عبارةً عن بركة حمم بركانية تغلي شوهدت في سنة 1850. توجد في وسط المنطقة (ضمن الدائرة السوداء نفسها) مناطق سوداء كالحة، أغمق من الأراضي حولها، وهي على الأرجح آثار آخر نشاطٍ بركانيٍّ في المنطقة، ترك أثره فوق الصبات الأقدم الأفتح لوناً من حوله. وتلول الصفا ليست سوى جزءٍ من صبة أكبر تُعرَف باسم حرة الشام، والتي تُعَدّ أكبر صبة بركانية في الصفيحة العربية، إذ تمتدّ على مساحة أكثر من 50,000 كيلومترٍ مربَّع في دول السعودية وفلسطين والأردن وسوريا.